# Limfotoksin
Limfotoksin (takođe poznat kao faktor nekroze tumora-beta) je limfokin. On je citokin koji proizvode "ubice" CD8+ T ćelije koje ubijaju viralno inficirane ćelije putem stvaranja otvora na njihovoj ćelijskoj membrani.

## Literatura
1. ↑  PD Crowe; TL VanArsdale; BN Walter; CF Ware; C Hession; B Ehrenfels; JL Browning; WS Din; RG Goodwin & CA Smith. „A lymphotoxin-beta-specific receptor”. Science. 264 (5159): 707—710. doi:10.1126/science.8171323.
2. ↑  Kumaraguru U, Davis IA, Deshpande S, Tevethia SS, Rouse BT (2001). „Lymphotoxin alpha-/- mice develop functionally impaired CD8+ T cell responses and fail to contain virus infection of the central nervous system”. J Immunol. 166 (2): 1066—74. PMID 11145686.
3. ↑  Mire-Sluis, Anthony R.; Thorpe, Robin, ур. (1998). Cytokines (Handbook of Immunopharmacology). Boston: Academic Press. ISBN 0-12-498340-5.

## Spoljašnje veze
- Lymphotoxin на 